# San Juan la Isla
San Juan la Isla är en ort i kommunen Rayón i delstaten Mexiko i Mexiko. Samhället hade 2 866 invånare vid folkräkningen 2020.